# Indonesia en el Festival de la Canción de la UAR
Indonesia debutó en los Festivales de la Canción de la UAR o ABU TV Song festival (en inglés) el 14 de octubre del 2012 en Seúl, Corea del Sur, de la mano de TVRI la cadena encargada de la representación del país en el festival. La representación del cantante y la canción del país fue de Maria Calista con el tema "Karena Ku Sanggup" ella sería la primera representante de Indonesia.
En esta edición celebrada en la capital de Corea del Sur hicieron su debut 11 naciones de Asia y Oceanía, el ABU TV Song festival o Festival de la canción de la UAR no es un festival competitivo como en otros festivales en especial como el Festival de la canción de Eurovisión. Si bien ya hay un festival de tv también hay uno de radio este sí es competitivo. Indonesia también hizo su debutó actuando en la octava posición, este es llamado Festival Radiofónico de la Canción de la UAR o en inglés ABU Radio Song Festival.
Su primer representante fue Maria Calista con el tema "Karena Ku Sanggup" la cantante fue elegida internamente por la TVRI y fue nombrada la primera representante de Indonesia y que defendería los colores del país en Seúl 2012.

## Participaciones de Indonesia en el Festival de la Canción UAR
| Año  | Sede  | Artista        | Canción             | Idioma    | Nº de Actuación |
| ---- | ----- | -------------- | ------------------- | --------- | --------------- |
| 2012 | Seúl  | Maria Calista  | "Karena Ku Sanggup" | Indonesio | Nº 08           |
| 2013 | Hanói | Putri & Shella | "Mimpiku"           | Indonesio | Nº 14           |
| 2014 | Macao | Tere Cia       | "Dimana Hatimu"     | Indonesio |                 |